# Národní řád Burkiny Faso
Národní řád Burkiny Faso (francouzsky: Ordre national du Burkina Faso), od roku 2017 Řád hřebce, je státní vyznamenání Burkiny Faso. Založen byl roku 1993 a udílen je občanům republiky i cizím státním příslušníkům za civilní i vojenské zásluhy ve prospěch státu.

## Historie
Řád byl založen dekretem č. 93-256 ze dne 8. srpna 1993. Udílen je občanů Burkiny Faso za civilní či vojenské služby ve prospěch národa. Udělen může být také cizincům. Udílen je po vzoru Řádu čestné legie v pěti třídách. Francií je inspirováno i pravidlo, že je do řádu přijímáno každoročně maximálně 100 občanů Burkiny Faso a 25 cizinců. Velmistrem řádu je úřadující prezident republiky a jakožto velmistr nosí speciální zlatý řetěz s velkokřížem. Nominace na udělení řádu jsou posuzovány Radou řádu a poté předloženy ke schválení velmistrovi.
Stejný dekret, který zavedl tento řád, zrušil stávající řády Horní Volty a zároveň přiznal všem nositelům Národního řádu Horní Volty, Řádu zlaté hvězdy Nakhuri a Řádu revoluční pochodně odpovídající třídy nově vzniklých řádů. Také jim i nadále bylo dovoleno nosit řádové odznaky zaniklých řádů, ale pokud jim byla udělena vyšší třída některého z nových řádů, měly být původní insignie odstraněny.
V roce 1997 a opětovně v roce 2009 byl status řádu upraven. V roce 2017 bylo vyznamenání přejmenováno na Řád hřebce.

## Pravidla udílení
Řád se zpravidla udílí od nejnižší třídy rytíře. Nominovány na udělení vyznamenání mohou být osoby za mimořádné zásluhy po minimálně 15 letech občanské či vojenské služby či odborné praxe. Nominovaní by neměli být mladší 33 let. Ve výjimečných případech mohou být tato kritéria ignorována.
Povýšení do třídy důstojníka je možné nejdříve po pěti letech od udělení třídy rytíře (do roku 2008 to bylo 8 let). Povýšení do třídy velkdůstojníka je možné nejdříve po čtyřech letech od udělení třídy komtura a povýšení do třídy velkokříže nejdříve po třech letech od povýšení do třídy velkodůstojníka. Při udělení vyznamenání za odvahu nebo mimořádné zásluhy může být tato doba zkrácena na polovinu. Na cizince se tato pravidla nevztahují a může jim být rovnou udělena vyšší třída řádu. Ve výjimečných případech může být řád udělen i posmrtně.
Počet řádů udělených během jednoho roku by neměl překročit počet 100 občanů Burkiny Faso a 25 cizinců. Ve výjimečných případech může být tento limit překročen.

## Insignie
Vzhled řádových insignií se řídí dekretem č. 96-088 ze dne 2. dubna 1996. Řádový odznak má tvar zeleně smaltované pěticípé hvězdy s jednotlivými cípy zdobenými bíle smaltovanými květy. Hvězda je položena na zlatý věnec tvořený dvěma kukuřičnými klasy. Uprostřed je kulatý medailon s obrysovou mapou Burkiny Faso. Medailon je lemován červeně smaltovaným kruhem, který je lemován kruhem pokrytým bílým smaltem. Zadní strana je hladká, bez smaltu. Ke stuze je odznak připojen pomocí jednoduchého kroužku bez přechodového prvku. Velikost odznaků ve třídách rytíře a důstojníka je 42 mm, u vyšších tříd to je 60 mm.
Řádová hvězda o průměru 90 mm je osmicípá. Uprostřed je položen řádový odznak. V případě velkokříže je hvězda pozlacená, u třídy velkodůstojníka je stříbrná.
Řádový řetěz nošený velmistrem se skládá z patnácti článků. Sedm článků má podobu státního znaku Burkiny Faso a na osmi článcích jsou vyobrazeny typické pracovní činnosti obyvatel Burkiny Faso. Na centrálním článku řetězu, ke kterému je připojen řádový odznak, je státní znak republiky. Na zadní straně medailonů jsou jména zvolených prezidentů země s daty jejich vlády.
Stuha se skládá ze dvou vodorovných pruhů červené a zelené barvy. Ke stuze je připojena pozlacená pěticípá hvězdička, která má v případě stuhy velkokříže průměr 22 mm. Svým provedením tak stuha odpovídá státní vlajce Burkiny Faso. Šířka stuhy v případě velkokříže je 101 mm, u ostatní tříd je její šířka 37 mm. 

## Třídy
Řád je udílen v pěti řádných třídách:
- rytíř velkokříže – Řádový odznak se nosí na široké stuze spadající z pravého ramene na protilehlý bok. Řádová hvězda se nosí nalevo na hrudi.
- velkodůstojník – Řádový odznak se nosí na stuze s rozetou nalevo na hrudi. Stříbrná řádová hvězda se nosí napravo na hrudi.
- komtur – Řádový odznak se nosí na stuze kolem krku. Řádová hvězda této třídě již nenáleží.
- důstojník – Řádový odznak se nosí zavěšený na stužce s rozetou nalevo na hrudi.
- rytíř – Řádový odznak se nosí zavěšený na stužce bez rozety nalevo na hrudi.

velkokříž
velkodůstojník
komtur
důstojník
rytíř